# Orangerie-Haus (Berlin)

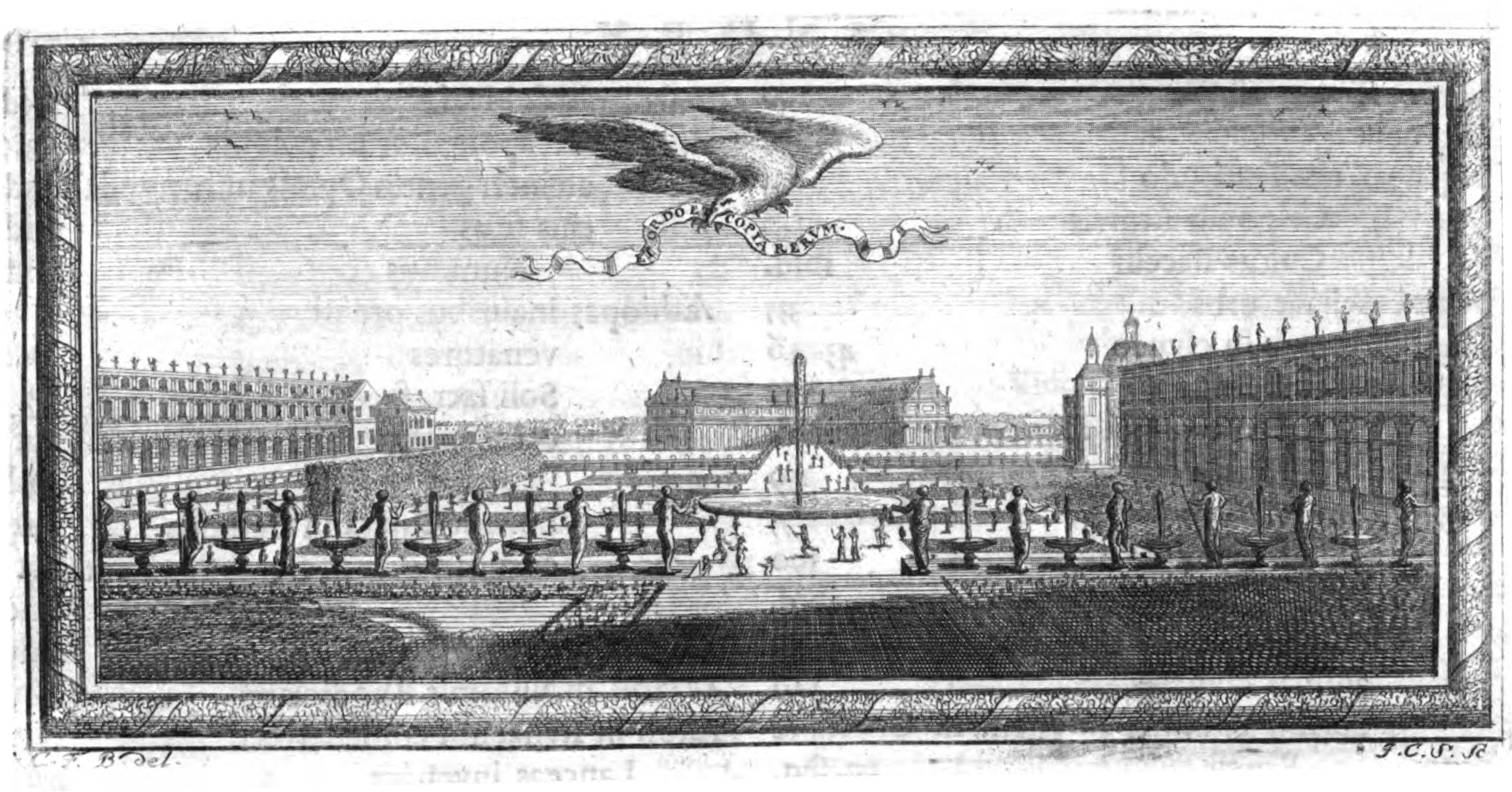
Blick auf das kurfürstliche Orangerie-Haus im Lustgarten des Residenzschlosses in Berlin, um 1695. Stich von Carl Friedrich Blesendorf

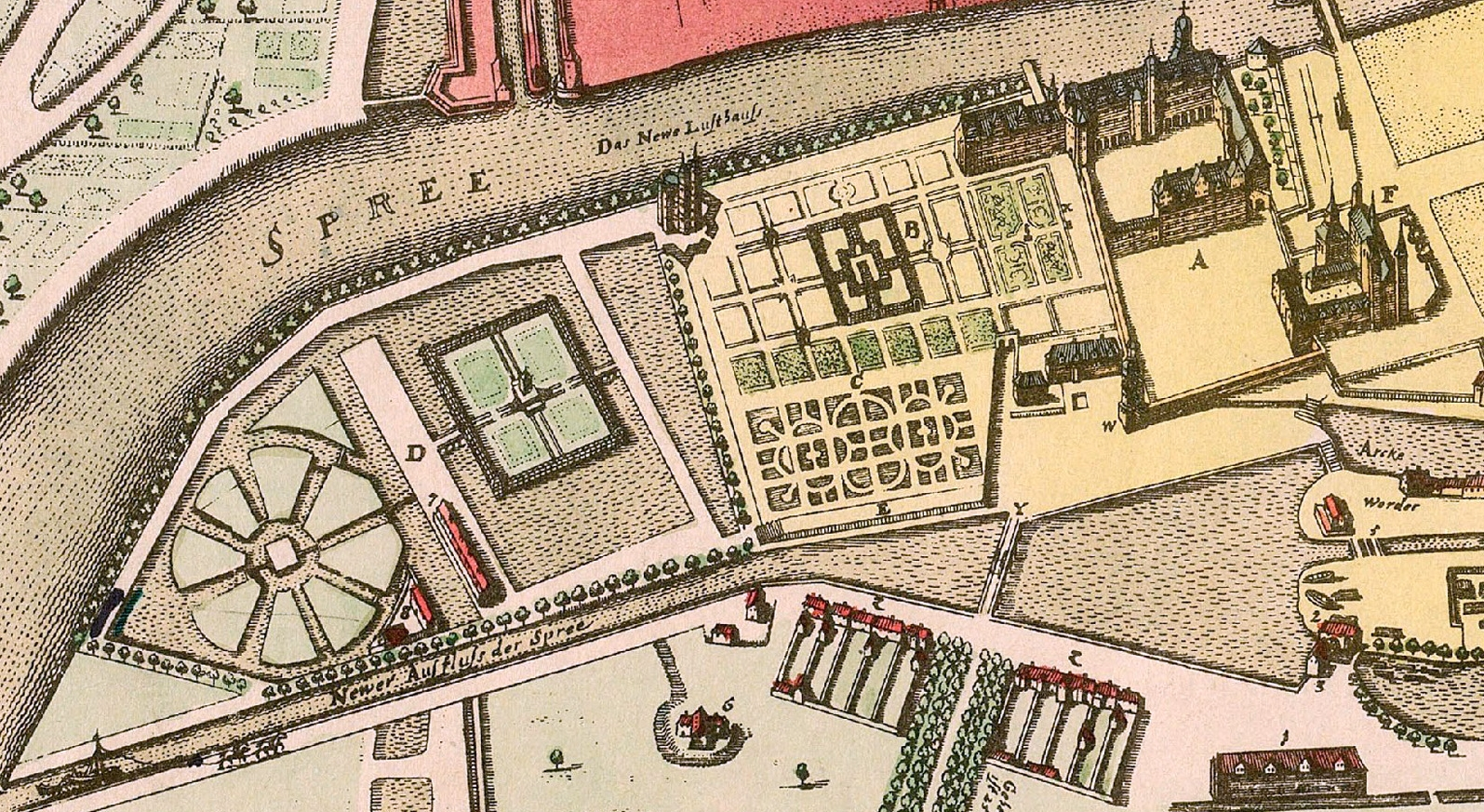
Nördlich von der kurfürstlichen Residenz in Berlin (A) erstreckte sich der Lustgarten (B), in dem bereits 1652 ein erstes Orangerie-Haus (7) errichtet wurde.

Das Orangerie-Haus in der Mitte von Berlin (im Deutsch der Barockzeit auch Pomeranzen-Haus oder Pomeranzenhof genannt) war ein Teil der Schlossanlage der brandenburgischen Kurfürsten und späteren preußischen Könige in ihrer Hauptstadt. Es handelte sich um ein im 17. Jahrhundert als Gewächshaus und Wintergarten für Zitrusfrüchte errichtetes Gebäude (Orangerie) am nördlichen Ende des ehemaligen kurfürstlichen Lustgartens (heutige Museumsinsel). An der Stelle eines Vorgängerbaus, der 1658 Befestigungsarbeiten weichen musste, wurde 1685 das Orangerie-Haus in Gestalt eines halbkreisförmigen Gebäudes neu errichtet, das bis 1866 bestand.

## Lage des Lustgartens
Der nördliche Teil der Berliner Spreeinsel war im Mittelalter noch eine sumpfige Flussaue. Während auf dem südlichen, etwas höher gelegenen Teil der Insel im 13. Jahrhundert der Ort Cölln entstand, wurde der nördliche Teil später in die Residenz der brandenburgischen Kurfürsten einbezogen und als sogenannter „Lustgarten“, d. h. der Erholung dienender und kunstvoll hergerichteter Garten, genutzt.

## Baugeschichte

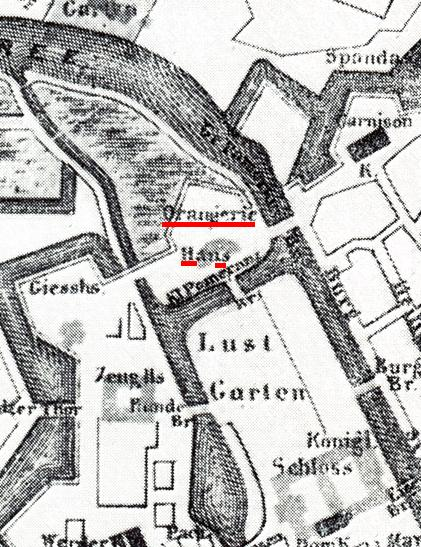
Das von Johann Arnold Nering erbaute „Orangerie-Haus“ lag am nordwestlichen Ende des kurfürstlichen Lustgartens in Berlin.

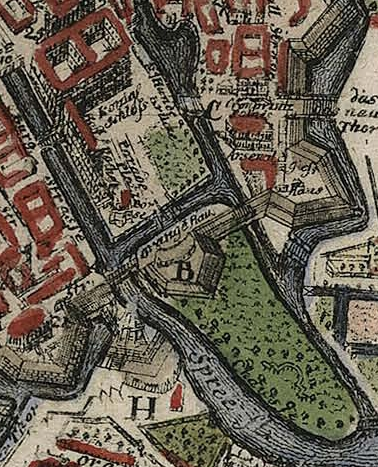
Die Berlin-Karte von Johann David Schleuen von 1740 zeigt den zum „Paradeplatz“ umfunktionierten Lustgarten und das halbkreisförmige Orangerie-Haus (B) unmittelbar an der Festungsmauer.

Der kurfürstliche Baumeister Johann Gregor Memhardt erbaute in dem Garten bereits 1650 ein „Lusthaus“ im niederländischen Stil, eine Art von festem Gartenpavillon, der als Rahmen für höfische Feste diente und in seinem Untergeschoss eine künstliche Grotte enthielt. Für die 1649 aus Holland eingeführten und erstmals hier angepflanzten Kartoffeln errichtete Memhardt 1652 das „Pomeranzen-Haus“ (später auch als „Orangerie-Haus“ bezeichnet), in dem zur kalten Jahreszeit 586 Bäume untergebracht waren. Hier wurden neben Kartoffeln auch Tomaten als Zierpflanzen gezogen. Durch einen Fehler im Heizsystem brannte das ursprüngliche Gebäude jedoch bereits 1655 ab. Es wurde 1656 zunächst neu aufgebaut, jedoch wenig später 1658 im Rahmen einer weiträumigen Fortifikation der gesamten Stadt bereits wieder abgerissen, um Platz für die Befestigungsanlagen zu schaffen. Im Rahmen der Fortifikation wurde auch ein Festungsgraben angelegt, der den Lustgarten zerschnitt und den Cöllner Stadtgraben mit der Spree verband. Die Brücke, die den Platz der alten Orangerie nun mit dem Lustgarten verbinden musste, wurde „Kleine Pomeranzen-Brücke“ genannt.
1685 wurde an dieser Stelle von dem kurfürstlichen Baumeister Johann Arnold Nering zum dritten Mal eine Orangerie neu erbaut. Nerings Bau war ein in Halbkreisform angelegtes Orangerie- bzw. Pomeranzen-Haus.
Im Gegensatz zum Großen Kurfürsten Friedrich Wilhelm und dem ersten preußischen König Friedrich I. schätzte der sparsame Soldatenkönig Friedrich Wilhelm I. den Lustgarten nicht und ließ ihn noch im Jahr seiner Krönung 1713 zu einem sandgedeckten Exerzierplatz umbauen. Die Statuen des Gartens und die exotischen Pflanzen, die im Orangerie-Haus verwahrt waren, wurden in die Orangerie im Garten des Schlosses Charlottenburg verlagert.

## Nutzung als Packhof

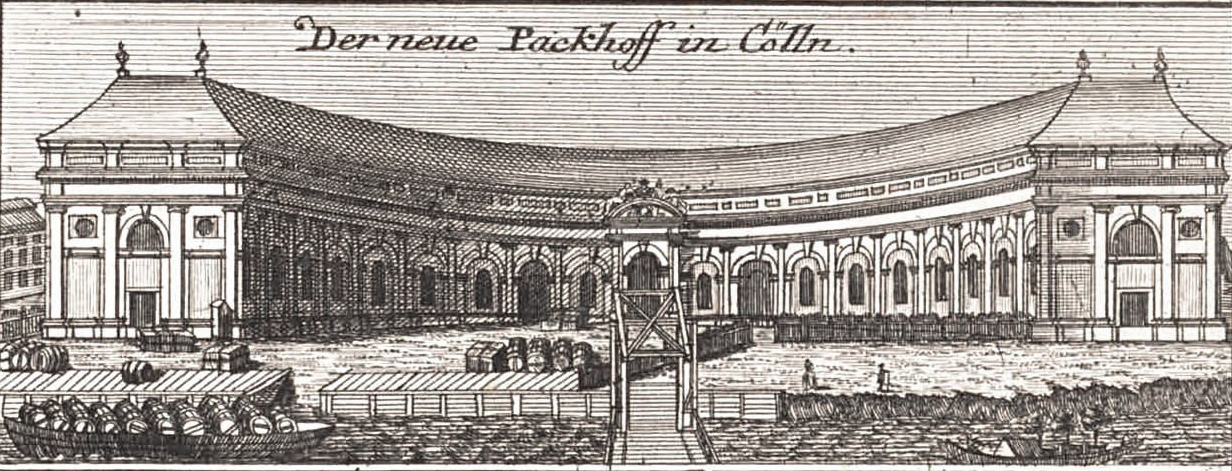
Ansicht der Lustgarten-Orangerie in ihrer Funktion als „Neuer Packhof“. Im Vordergrund sind Lastkähne zu sehen, die Waren anliefern. Beibild zum Berlin-Stadtplan von Schleuen 1757.

Das Pomeranzen-Haus hatte damit seine ursprüngliche Funktion verloren. Es wurde zunächst als Manufaktur und ab 1749 als Packhof, d. h. als Halle für die vorübergehende Lagerung von Waren, genutzt. Das an der Spree gelegene Gebäude diente seitdem der Bewältigung des gestiegenen Handels über die Wasserwege. Hier wurden vor allem diejenigen Waren, die zur Ausfuhr aus Berlin bestimmt waren, zwischengelagert. Zum Emporheben der angelieferten Waren aus den Schiffen wurde am Wasser ein Kran installiert. 1776 wurde die Anlage durch ein Mehlhaus ergänzt, in dem Mehllieferungen gewogen und eingelagert werden konnten. Da bereits im Friedrichswerder ein „alter“ Packhof bestand, wurde die ehemalige Orangerie nun als „neuer Packhof“ bezeichnet.

## Gesundheitsgeschirr-Niederlage
1829–1832 errichtete Karl Friedrich Schinkel neben dem alten Orangerie-Haus Am Kupfergraben entlang einen größeren Komplex von Behördengebäuden, Lagerhäusern und Speichern, auf den der Name „Neuer Packhof“ überging. Hierzu gehörte auch das sogenannte Hauptstempelamt, für das nach kurzzeitiger Unterbringung in der alten Orangerie von Schinkel ebenfalls ein neues Gebäude errichtet wurde. Die alte Orangerie blieb kurzzeitig Teil dieses größeren Komplexes, wurde dann aber verkauft. Ihr größerer Gebäudeteil diente fortan als Warenniederlage für die königliche Gesundheitsgeschirrfabrik, der kleinere als Börsenlokal für die Berliner Getreidehändler.
Als Gesundheitsgeschirr bezeichnete man im Biedermeier Küchengeräte aller Art aus verzinntem oder emailliertem Eisenblech oder Eisenguss sowie Geräte von Steingut oder Steinzeug mit bleifreier Glasur. Diese Art der Geschirrfertigung sollte den gesundheitlichen Gefahren beim Gebrauch schlecht glasierter irdener oder schlecht verzinnter kupferner Gefäße begegnen. Das Orangerie-Haus wurde zu dieser Zeit dementsprechend als „Gesundheitsgeschirr-Niederlage“ in Stadtplänen verzeichnet.

## Abriss 1866

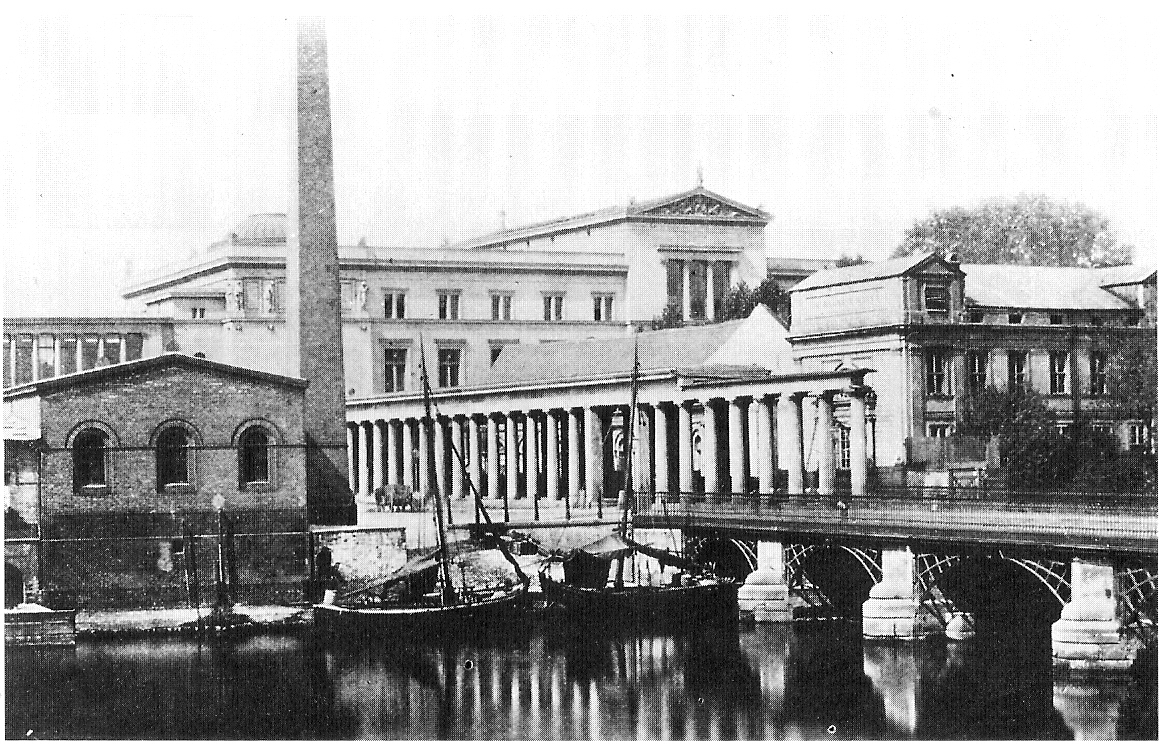
Blick auf die Museumsinsel über die Friedrichbrücke hinweg: Die alte Orangerie (hinter der Kolonnade) sowie das Welpersche Badehaus (rechts) wurden 1866 abgerissen. (Links: das Maschinenhaus für die Lustgarten-Fontäne; im Hintergrund: das Neue Museum.) Foto: F. Albert Schwartz

Im Rahmen des Baus der Nationalgalerie musste die alte Orangerie Mitte der 1860er Jahre der Ausdehnung des Museumsareals weichen. Gemeinsam mit dem benachbarten Welperschen Badehaus wurde das alte Orangerie-Haus 1866 abgerissen.
Der Schinkel’sche Neue Packhof, dessen Unterhaltung wegen der Reparaturanfälligkeit seiner Gebäude immer wieder die Staatskasse belastete, und in dessen Umgebung sich inzwischen prachtvolle Museumsbauten ausgedehnt hatten, wurde seinerseits 1938 abgerissen.

## Straßennamen
Die am alten Orangerie-Haus in Berlin vorbeilaufende Straße hieß von 1749 bis 1835 „Neue Packhofstraße“, danach „Am Neuen Packhofe“ (1835–1886) und später „Museumsstraße“ (1886–1935). Der heutige Name (seit 1935 gebräuchlich) ist „Bodestraße“. An den Lustgarten, zu dem das Orangerie-Haus gehörte, erinnert die heutige Straße „Am Lustgarten“, die am Berliner Dom entlangführt.

## Ausgrabungen
Die TU Berlin hat auf dem Gelände des alten „Orangerie-Hauses“ und des „Neuen Packhofs“ 2001 archäologische Ausgrabungen durchgeführt.